# 卡塔尔人权
卡塔尔人权是指卡塔尔的人权状况。
卡塔尔人权受到人权观察等一些非政府组织的关注。 2012年，人权观察表示，卡塔尔建筑业中的数十万外國工人（其中大部分來自南亚）面临严重的剥削和虐待风险，有些情況甚至足以被認為是強迫勞動。卡塔尔获得2022年國際足協世界盃主办权后，就人權狀況作出一些改善。
卡塔爾的家務工通常是来自东南亚国家的贫困妇女，而且几乎没有任何权利。
卡塔爾的言論自由等个人权利受到限制，并且卡塔爾有㚻姦法、鞭刑以及死刑。 卡塔尔的法律体系是欧陆法系和伊斯蘭教法的結合體。
2002年，卡塔爾的国家人权委员会成立，這一機構專門负责调查該國國內出現的侵犯人權的行为。